# 奥尔米列哈
奥尔米列哈，是西班牙拉里奥哈自治区的一个市镇。总面积7平方公里，总人口171人（2001年），人口密度24人/平方公里。